# Chris Dercon
Chris Dercon (1958, Lier) és un comissari d'art belga i actual director de la Tate Gallery of Modern Art de Londres. Està especialistzat en art antic i art contemporani. Es considera un dels comissaris europeus més importants del segle xxi.
Va estudiar la teoria de la història de l'art, el teatre i el cinema a la Universitat de Leiden. Va començar la seva carrera en una galeria d'art abans d'organitzar diverses exposicions a Bèlgica i els Països Baixos, mentre que feia crítica d'art per al diari De Standaard.
El 1988 es va convertir en director artístic del MoMA PS1 i el 1990, cap d'exposicions al Centre d'Art Contemporani Witte de With de Rotterdam. Alhora, fou un dels Comissionat pels Països Baixos durant la 46a Biennal de Venècia. El 1995 va ser nomenat director del Museu Boijmans Van Beuningen. El 2003, es va convertir en director de la Haus der Kunst de Múnic, i després el 2011 la Tate Modern Londres.

## Exposicions destacades
- Doch Doch, festival 'Klapstuk', Louvain, 1985
- Gilbert & George, Die große Ausstellung, Haus der Kunst, Múnic, 2007
- Ai Weiwei, So sorry, Haus der Kunst, Múnic, 2009-2010